# Episodi di Polizeiinspektion 1 (seconda stagione)
La seconda stagione della serie televisiva Polizeiinspektion 1 è stata trasmessa in anteprima in Germania dalla ARD tra l'8 ottobre 1978 e il 30 dicembre 1978.
| nº | Titolo originale                        | Titolo italiano | Prima TV Germania | Prima TV Italia |
| -- | --------------------------------------- | --------------- | ----------------- | --------------- |
| 1  | Der Neue                                | inedito         | 8 ottobre 1978    | inedito         |
| 2  | Die große Oper                          | inedito         | 15 ottobre 1978   | inedito         |
| 3  | Bitte ein Autogramm                     | inedito         | 22 ottobre 1978   | inedito         |
| 4  | Sylvester ist jeden Tag                 | inedito         | 29 ottobre 1978   | inedito         |
| 5  | Die Zeitungsrosl                        | inedito         | 5 novembre 1978   | inedito         |
| 6  | Glückspiele                             | inedito         | 12 novembre 1978  | inedito         |
| 7  | Die Ausreisserin                        | inedito         | 19 novembre 1978  | inedito         |
| 8  | Die Referendarinnen                     | inedito         | 25 novembre 1978  | inedito         |
| 9  | Wie der Haubel Theo seine Flügel verlor | inedito         | 2 dicembre 1978   | inedito         |
| 10 | Aus wissenschaftlichen Gründen          | inedito         | 9 dicembre 1978   | inedito         |
| 11 | Auf den Hund gekommen                   | inedito         | 16 dicembre 1978  | inedito         |
| 12 | Ein Sack voll Brillanten                | inedito         | 23 dicembre 1978  | inedito         |
| 13 | Der Skiausflug                          | inedito         | 30 dicembre 1978  | inedito         |